# 제니 존스
제니 존스(Jenny Jones, 1980년 7월 3일 ~ )는 영국의 여자 스노보드 선수이다.2014년 2월 9일 소치 동계올림픽 여자 스노보드 슬로프스타일 경기에서 동메달을 획득했다.

## 성적

### 올림픽
| 년도 | 대회일  | 장소        | 종목         | 결과 | 메달 |
| ---- | ------- | ----------- | ------------ | ---- | ---- |
| 2014 | 2월 9일 | 러시아 소치 | 슬로프스타일 | 3위  |      |